# Emīls Liepiņš
Emīls Liepiņš (ur. 22 października 1992 w Dobele) – łotewski kolarz szosowy.

## Najważniejsze osiągnięcia
Opracowano na podstawie:

2010
- 3. miejsce w mistrzostwach Łotwy juniorów (start wspólny)
- 2. miejsce w mistrzostwach Łotwy juniorów (jazda ind. na czas)

2012
- 3. miejsce w Jūrmala Grand Prix

2014
- 3. miejsce w Tour of Estonia

2016
- 3. miejsce w Tour of Yancheng Coastal Wetlands

2017
- 3. miejsce w Grand Prix Mińska
- 3. miejsce w Dookoła Mazowsza
- 3. miejsce w Tour of Hainan

2018
- 1. miejsce w Trofej Poreč
- 1. miejsce na 3. etapie Istarsko Proljeće
- 1. miejsce w Heistse Pijl
- 1. miejsce w Baltic Chain Tour
  - 1. miejsce w klasyfikacji punktowej
  - 1. miejsce na 2. etapie

2019
- 1. miejsce na etapie 1a Settimana Internazionale di Coppi e Bartali
- 3. miejsce w mistrzostwach Łotwy (jazda ind. na czas)

2021
- 2. miejsce w mistrzostwach Łotwy (jazda ind. na czas)

2022
- 3. miejsce w mistrzostwach Łotwy (jazda ind. na czas)
- 1. miejsce w mistrzostwach Łotwy (start wspólny)

2023
- 3. miejsce w mistrzostwach Łotwy (jazda ind. na czas)
- 1. miejsce w mistrzostwach Łotwy (start wspólny)

2024
- 2. miejsce w mistrzostwach Łotwy (jazda ind. na czas)
- 1. miejsce w mistrzostwach Łotwy (start wspólny)

## Rankingi
| Rok             | 2012 | 2013 | 2014 | 2015  | 2016  | 2017 | 2018 | 2019 | 2020 | 2021 | 2022 | 2023 | 2024 |
| --------------- | ---- | ---- | ---- | ----- | ----- | ---- | ---- | ---- | ---- | ---- | ---- | ---- | ---- |
| World Ranking   |      |      |      |       | 1264. | 535. | 169. | 197. | 454. | 638. | 330. | 359. | 328. |
| UCI Europe Tour | 282. | 823. | 287. | 1219. | 953.  | 384. | 121. | 163. | 372. | 512. | 266. | -    | -    |
| UCI Asia Tour   | -    | -    | -    | -     | 429.  | 223. | 42.  |      |      |      |      |      |      |
|                 |      |      |      |       |       |      |      |      |      |      |      |      |      |
| Źródło: UCI     |      |      |      |       |       |      |      |      |      |      |      |      |      |